# Roque González Garza
Roque Victoriano González Garza (Saltillo, Coahuila; 23 de marzo de 1885 - Ciudad de México; 12 de noviembre de 1962) fue un militar mexicano que participó en la Revolución Mexicana. Fue presidente de México con carácter de provisional del 16 de enero al 10 de junio de 1915, en sustitución de Eulalio Gutiérrez Ortiz.

## Primeros años
Nació el 23 de marzo de 1885 en la ciudad de Saltillo, Coahuila, al norte de México, siendo sus padres don Agustín G. González y doña Prisciliana Garza González, según lo consta su acta de nacimiento:

En la Ciudad del Saltillo, a las ocho de la mañana del 2 de septiembre de 1885, ante mi, Antonio L. Sánchez, Juez 2o. del estado civil, compareció Agustín G. González, casado, comerciante, mayor de edad, de esta vecindad y presentó vivo un niño exponiendo: que es hijo legítimo suyo que hubo en su esposa la señora Prisciliana Garza: que nació en esta ciudad el veinte y tres de mayo de mil ochocientos ochenta y cinco, en esta ciudad, en la casa número dieciocho de la primera calle de Victoria, a las seis de la tarde y le pusieron por nombre ROQUE VICTORIANO: que sus abuelos paternos son Leonardo González, finado, y María Luisa González; y los maternos Trinidad Garza y Guadalupe González.

En su juventud realizó estudios en una primaria local y después estudió en el Ateneo Fuente de Saltillo. Trabajó como oficinista y luego pasó a radicar a Nuevo León. En la Ciudad de México estudió posteriormente una carrera comercial.

## Inicios revolucionarios
Su participación en política se remonta a 1908, cuando comenzó su oposición al régimen de Porfirio Díaz. Al igual que su hermano, el lic. Federico González Garza, se hizo ferviente partidario y colaborador de Francisco I. Madero, a quien acompañó en su gira presidencial. 
Luchó al lado de Madero en el combate a Casas Grandes, de acuerdo con el Plan de San Luis, con la misma entereza que este. En dicha acción expuso su vida por salvar a Madero, quien había sido herido en el antebrazo; también fue comisionado para ir a buscar a Francisco Villa, quien había sentido un gran afecto por él.
Estuvo también en la batalla de Ciudad Juárez, que significó el triunfo del maderismo, y como capitán ayudante de Madero cruzó la línea de fuego y se desempeñó como parlamentario ante el general federal Juan J. Navarro, quien era jefe de la guarnición de la plaza. 
Figuró como diputado en la primera Cámara al ser electo Madero presidente de la República y, constituyó con otros legisladores, el bloque renovador que defendía la política gubernamental contra las críticas del grupo conocido como "Cuadrilátero", formado por Nemesio García Naranjo, Querido Moheno, Francisco M. de Olaguíbel y José María Lozano.

## Adhesión a Francisco Villa
Después de la decena trágica, González Garza se unió a la División del Norte, comandada por Francisco Villa en contra del gobierno golpista de Victoriano Huerta, donde González Garza se convirtió en el hombre de confianza del Centauro del Norte. 
Después de la toma de Zacatecas, cuando surgieron los desacuerdos entre Carranza, Villa y Zapata, fungió como uno de los secretarios diligentes, que con representantes de la División del Norte y las fuerzas de Pablo González Garza llegaron a conclusiones y acuerdos que Carranza no aceptó. Ante este rechazo muchos maderistas decidieron unirse a Villa quien se vio obligado a desconocer a Carranza como jefe de la Revolución. 

### Convención de Aguascalientes
Participó en la Convención de Aguascalientes como representante de Francisco Villa y fue encargado de presidir las sesiones de la asamblea. Participó en la formulación del programa mínimo de principios que fue la raíz sobre la cual la Convención lanzó su manifiesto a la nación del 13 de noviembre de 1914.

## Presidente convencionista
Tras la toma de la Ciudad de México y la huida de Eulalio Gutiérrez, Roque González fue designado presidente interino el 16 de enero de 1915 y ostentó el cargo hasta el 10 de junio del mismo año, al verse obligado a renunciar en favor del secretario Francisco Lagos Cházaro.
Como encargado del poder ejecutivo, González Garza siempre buscó la reconciliación de las facciones revolucionarias. Dejó la presidencia de la república, entre otras cosas, por las objeciones que hizo en su contra el zapatista Manuel Palafox, por lo que entregó el mando al licenciado Francisco Lagos Cházaro, el 11 de julio de ese mismo año.
Tras su renuncia volvió a incorporarse a las tropas de Francisco Villa, incorporándose a las fuerzas de los generales Rodolfo Fierro y Canuto Reyes, hasta que las derrotas de los villistas lo obligaron a exiliarse en los Estados Unidos.

## Acción Revolucionaria Mexicanista

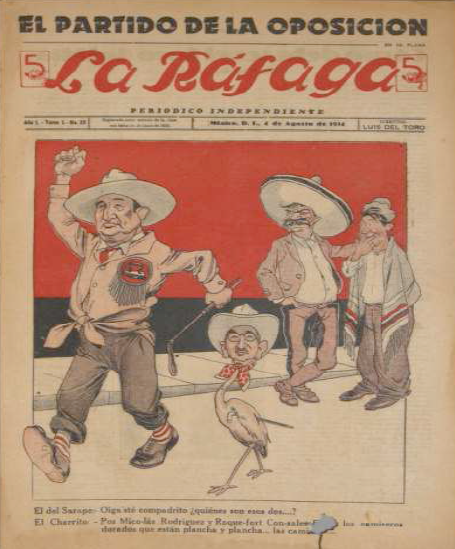
Caricatura de Nicolás Rodríguez Carrasco y Roque González Garza en la portada de una revista comunista, burlándose de los Camisas Doradas

En 1933, González Garza cofundó el grupo paramilitar fascista Acción Revolucionaria Mexicanista junto con muchos otros militantes de la Revolución Mexicana. Dirigió el grupo paramilitar hasta 1934, donde le sucedió Nicolás Rodríguez Carrasco.  Aunque ya no era líder, mantuvo su protagonismo en el grupo. En marzo de 1935, González Garza y Ovidio Pedrero Valenzuela dirigieron el grupo a caballo asaltando y destruyendo la recién creada sede del Partido Comunista Mexicano en la Ciudad de México.

## Vida posterior a la presidencia
Regresó a México después de la muerte de Venustiano Carranza y recibió el título de general de división. Fue presidente de la Legión de Honor Mexicana; después de retirarse del ejército fue nombrado diputado en la XXX Legislatura. Fue nombrado por el presidente Adolfo López Mateos coordinador de las obras de la Vega de Meztitlán, Hidalgo, y de escribir algunas memorias de la Revolución mexicana. Murió en la Ciudad de México el 12 de noviembre de 1962.
Escribió, junto con P. Ramos Romero y J. Pérez Rul, La batalla de Torreón. Apuntes para la Historia, en 1914, cuyo prólogo estuvo a cargo del poeta peruano radicado en México José Santos Chocano.

## Grados militares
- Capitán primero, bajo las órdenes de Francisco I. Madero (1911).
- Mayor en las fuerzas de Pascual Orozco (1911).
- Teniente coronel a las órdenes de Venustiano Carranza (1913).
- Coronel en la División del Norte del Ejército Constitucionalista (1914).
- General Brigadier y general de brigada después de la Convención de Aguascalientes, al mando del general Villa (1914).

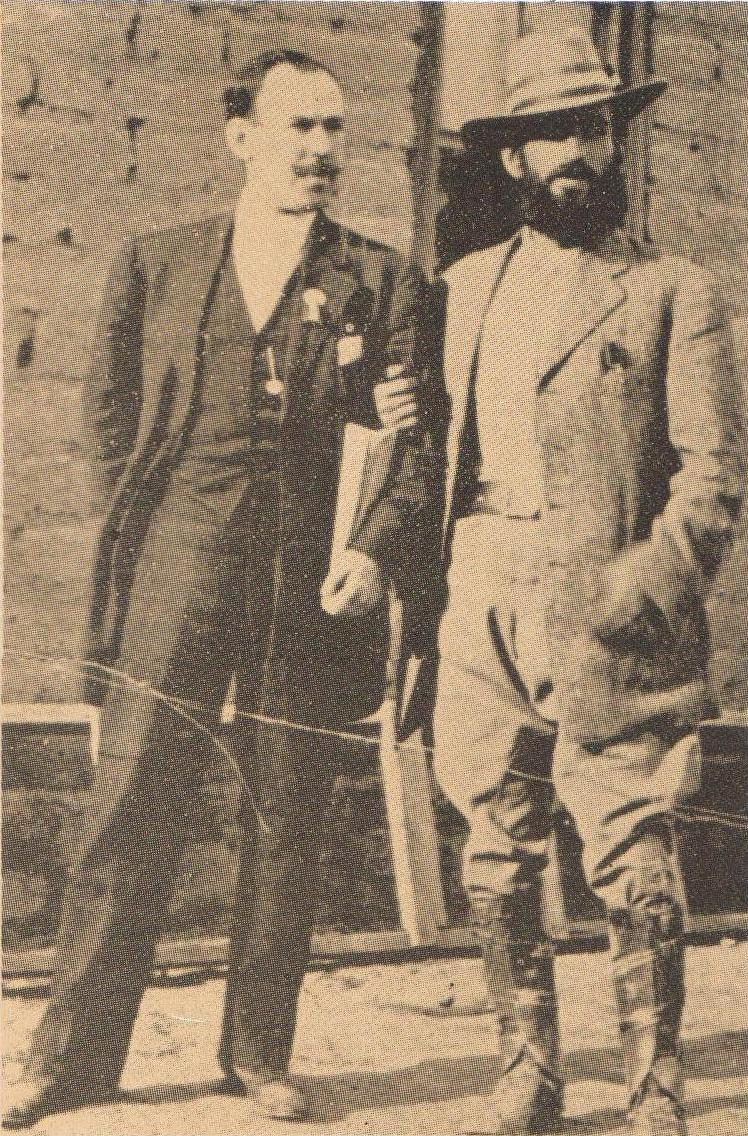
Roque González Garza (derecha)
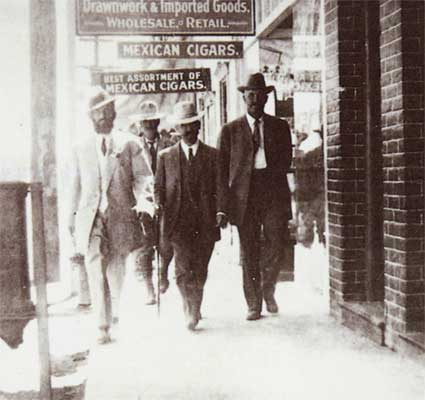
Roque González Garza (izquierda) y Francisco I. Madero (centro) en San Antonio, Texas (1910).
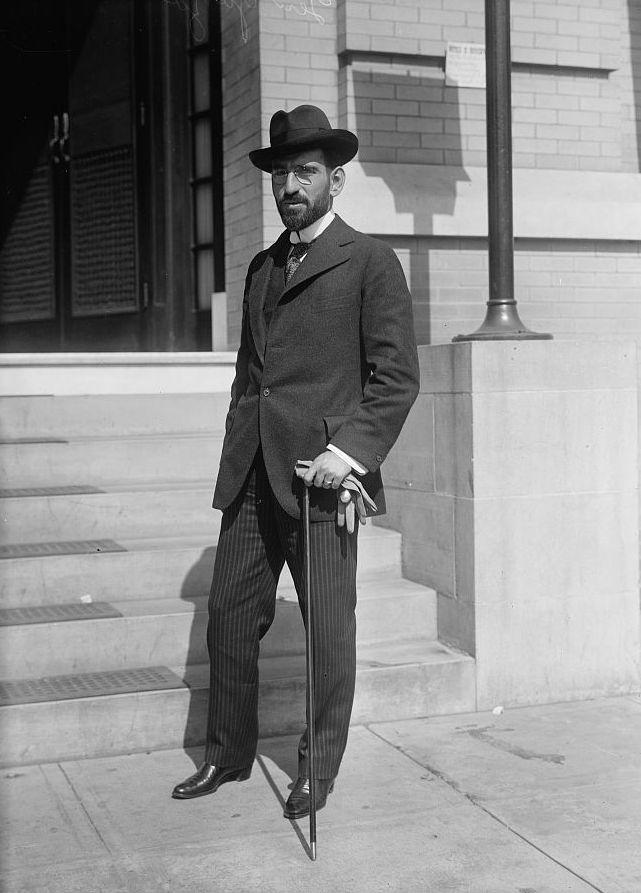
Roque González Garza en 1915